# Il cammino delle stelle
Il cammino delle stelle è un film muto italiano del 1924 diretto da Guglielmo Zorzi.